# Miguel Martín-Fernández de la Torre
Miguel Martín-Fernández y de la Torre (Las Palmas de Gran Canaria, Islas Canarias, 1894 - ibídem, 18 de mayo de 1980) fue un arquitecto, representante del racionalismo arquitectónico en Canarias y que proyectó el desarrollo urbanístico de Las Palmas de Gran Canaria.

## Biografía
Estudió en la Escuela de Arquitectura de Madrid (España), obteniendo la titulación de arquitecto en 1920. Durante algún tiempo colaboró en el estudio de quien había sido su profesor Secundino Zuazo. En 1922 regresó a su ciudad natal, en donde comenzó a trabajar con diversos proyectos particulares y oficiales, entre los que se encontraban el de hacer una evaluación urbana de la ciudad y proyectar el desarrollo del sector de Alcaravaneras.
Su arquitectura está enclavada en un estilo racionalista del que es una muestra el edificio del Cabildo de Gran Canaria, ubicado en la calle de Bravo Murillo de la capital grancanaria, erigido en 1932. En la postguerra, al manifestarse dentro del modernismo un estilo eclético, el arquitecto Miguel Martín-Fernández de la Torre se adscribe a la arquitectura autártica impuesta por el Mando Económico y fruto de ello fueron, entre otros la Casa del Niño en el Paseo y Vega de San José. También se sumó a una corriente revalorizadora del estilo Neo-canario que ya se venía fraguando desde antes de la Guerra Civil y que cristalizó con el trazado, por él, del Parador de Tejeda, más tarde la Casa de Turismo del Parque Santa Catalina en 1940 e inaugurada en 1945, así como el Pueblo Canario, que incluye el Museo Néstor, dedicado a su hermano y del Hotel Santa Catalina, finalizados en los años 1950.

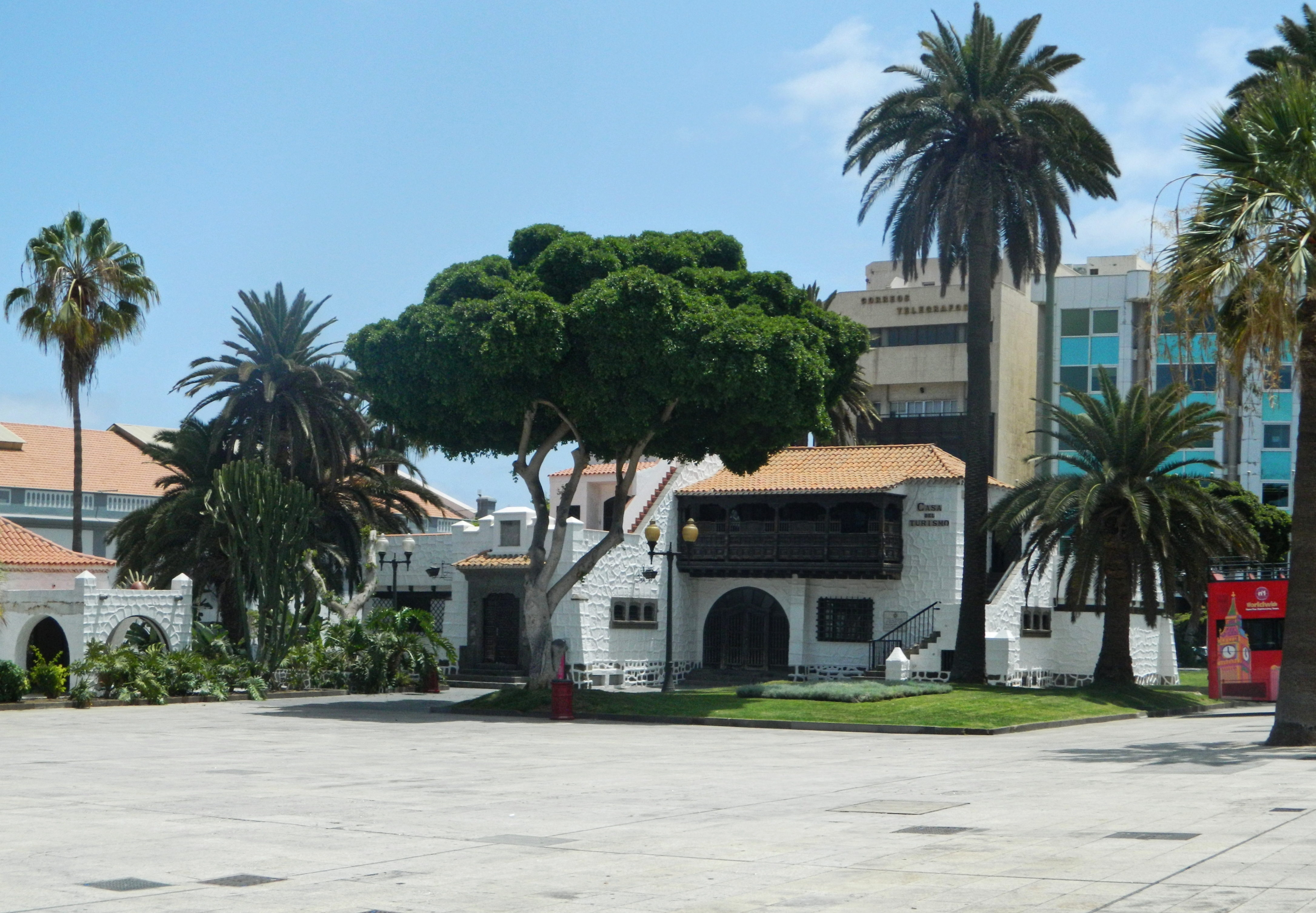
Casa de turismo en el Parque Santa Catalina.

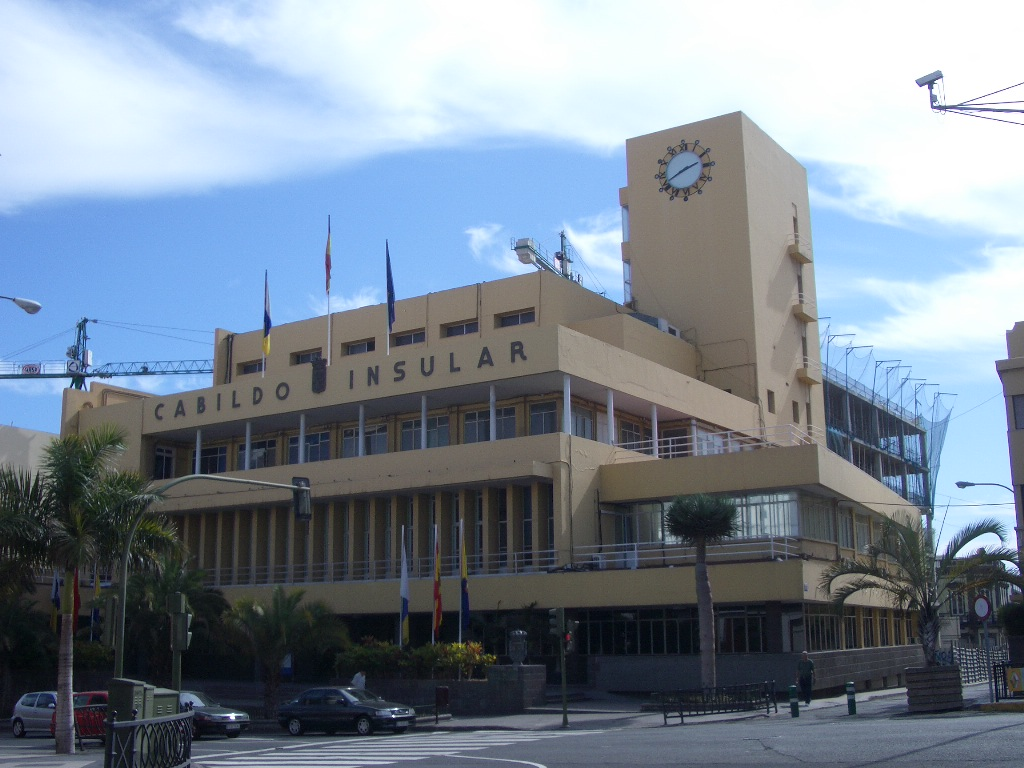
Casa Palacio, actual sede del Cabildo de Gran Canaria, imagen de 2007, antes de su renovación.

Estos trabajos fueron auspiciados e ideados conjuntamente con su hermano, el pintor simbolista Néstor, fallecido prematuramente en 1938, sin que hasta entonces nada se hubiese hecho, cosa que Miguel llevó a cabo en años siguientes. Ambos se propusieron la recuperación del regionalismo para exhibirlo como una identidad que actuara de reclamo turístico y publicitario.

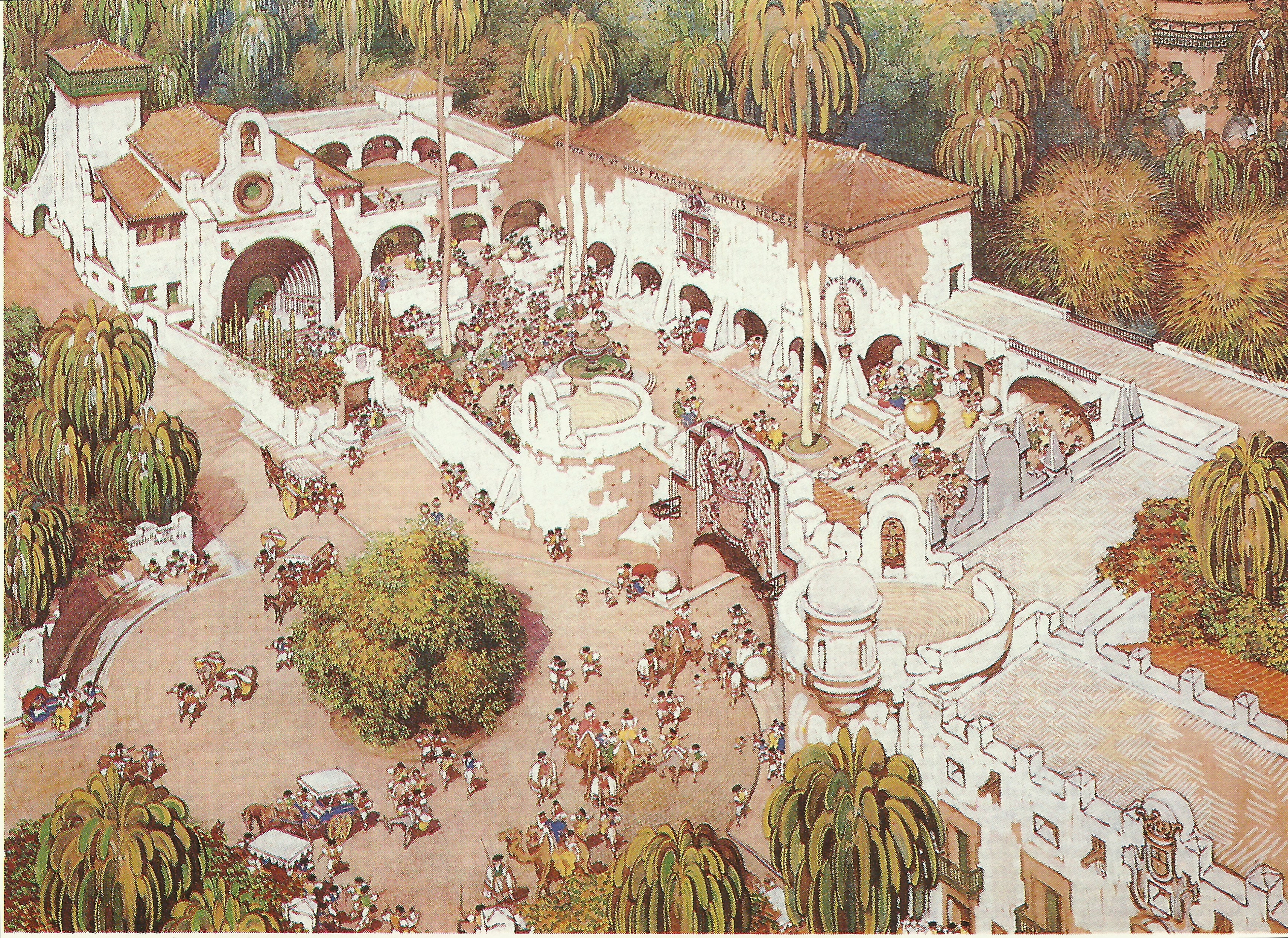
El Pueblo Canario, dibujo de Néstor de la Torre.

El Archivo Miguel Martín-Fernández de la Torre  recoge más de un millar de proyectos que reflejan su actividad profesional a lo largo de su vida, dentro del portal Memoria digital de Canarias (mdC)